# Hiiu madala
Hiiu madala este o arie protejată (arie specială de conservare — SAC, sit de importanță comunitară — SCI) din Estonia întinsă pe o suprafață de 4.508 ha, integral marine.

## Localizare
Centrul sitului Hiiu madala este situat la coordonatele 59°02′33″N 22°16′55″E / 59.0426°N 22.2819°E.

## Înființare
Situl Hiiu madala a fost declarat sit de importanță comunitară în aprilie 2004 pentru a proteja un număr necunoscut de specii din flora spontană și fauna sălbatică aflate în arealul zonei. Situl a fost protejat și ca arie specială de conservare în septembrie 2005.

## Biodiversitate
Situată în ecoregiunea marină baltică, aria protejată conține 1 habitat natural: Recifuri.
La baza desemnării sitului se află un număr nedeclarat de specii protejate.